# دیانا براچو
دیانا براچو (اسپانیایی: Diana Bracho‎؛ زادهٔ ۱۲ دسامبر ۱۹۴۴) هنرپیشه اهل مکزیک است. با نام اصلی دیانا براچو بوردس (اسپانیایی: Diana Bracho Bordes‎) در مکزیکو سیتی به دنیا آمد. وی دختر خولیو براچو کارگردان/هنرپیشه و آندرئا پالما است. براچو بین سال‌های ۱۹۴۹ تا ۱۹۵۰ و ۱۹۷۰ میلادی فعالیت می‌کرد. از فیلم‌ها یا برنامه‌های تلویزیونی که وی در آن نقش داشته‌است می‌توان به نامه‌هایی از ماروسیا (۱۹۷۶)، سگ‌های جنگ (فیلم) (۱۹۸۰)، و مادرت را هم (۲۰۰۱) اشاره کرد.

## نگارخانه

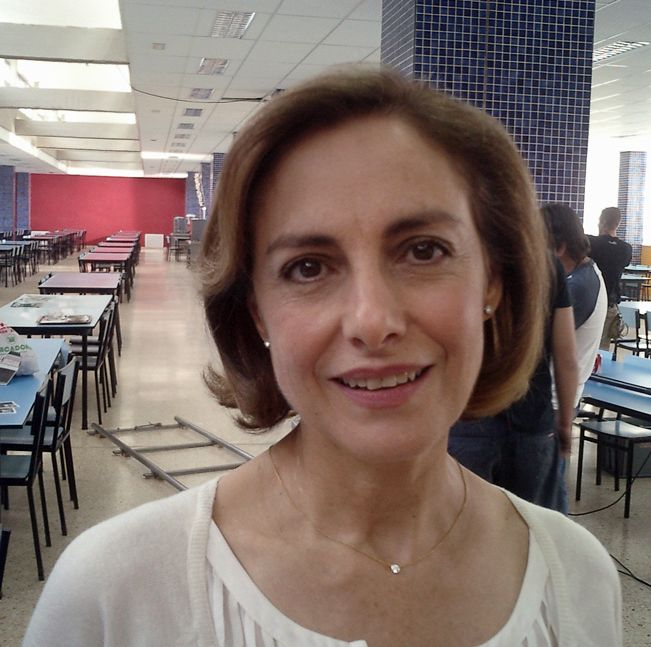